# یواس‌اس فیلادلفیا (۱۸۶۱)
یواس‌اس فیلادلفیا (۱۸۶۱) (به انگلیسی: USS Philadelphia (1861)) یک کشتی بود که طول آن ۲۰۰ فوت (۶۱ متر) بود. این کشتی در سال ۱۸۵۹ ساخته شد.